# Hash Marihuana & Hemp Museum de Ámsterdam
El Hash Marihuana & Hemp Museum es un museo situado en el barrio rojo de Ámsterdam, Países Bajos. Desde su apertura en 1985, más de dos millones de personas han visitado el museo. Dedicado al cannabis, el museo ofrece a sus visitantes información sobre los usos históricos y actuales de la planta con fines medicinales, religiosos y culturales. El museo también se centra en cómo la fibra de la planta puede ser utilizada para fines industriales, incluso para ropa y cosmética. En 2012, un segundo museo abrió sus puertas en España, el Hash Marihuana & Hemp Museum de Barcelona.

## Colección
La colección del museo incluye un jardín de cannabis en diversas etapas de crecimiento, varias pipas de todos los rincones del mundo, frascos de cannabis medicinal del siglo XIX, una biblia holandesa hecha de cáñamo, y antiguos dispositivos utilizados para procesar el cáñamo. El museo también expone pinturas únicas de los viejos maestros contemporáneos de Rembrandt, por ejemplo Adriaen Brouwer, Hendrick Sorgh y David Teniers el Joven, y el carnet de preso original del conocido traficante de marihuana Howard Marks.

## Recepción
El Hash Marihuana & Hemp Museum se menciona a menudo en guías de viaje como un lugar para visitar en Ámsterdam debido a la política única sobre drogas de los Países Bajos. Time Out Amsterdam afirmaba que "los entendidos del cannabis se perderán viendo imágenes exuberantes de plantas perfectas y brillantes bolas de hachís en este museo en el Barrio Rojo. Pero este santuario a la marihuana no es sólo para los fumadores. La larga e ilustre historia de la planta entretiene a los visitantes más puritanos".